# Sent Julian de Bòrn
Sent Julian de Bòrn (en francès Saint-Julien-en-Born) és un municipi francès situat al departament de les Landes i a la regió de la Nova Aquitània.

## Demografia
| 1962                                       | 1968  | 1975  | 1982  | 1990  | 1999  | 2007  |
| ------------------------------------------ | ----- | ----- | ----- | ----- | ----- | ----- |
| 1.219                                      | 1.232 | 1.217 | 1.187 | 1.285 | 1.312 | 1.415 |
| Des de 1962: població sense dobles comptes |       |       |       |       |       |       |

## Administració
| Període   | Identitat         | Partit        |
| --------- | ----------------- | ------------- |
| 2001-2008 | Gilbert Darmanthe |               |
| 2008-     | Gilles Ducout     | Divers gauche |